# Dovetief

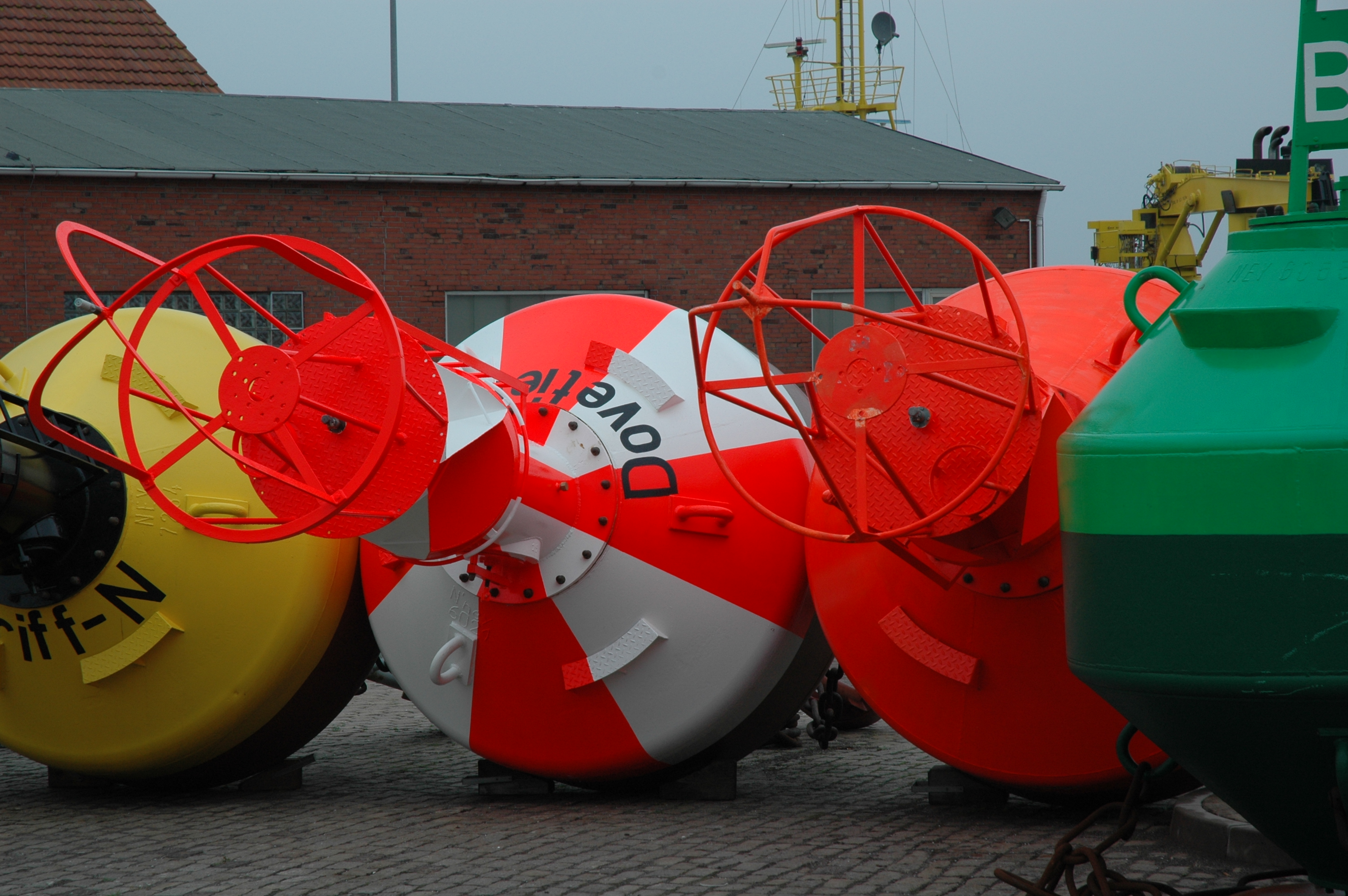
Die Ansteuerungstonne Dovetief im Tonnenhof Norderney

Das Dovetief ist ein Seegatt in der Deutschen Bucht.
Das Dovetief beginnt bei der Ansteuerungstonne und verläuft dann weiter in südwestlicher Richtung zwischen der Insel Norderney und der vorgelagerten Untiefe Nordwestgründe. Die geringste Wassertiefe beträgt 3,2 Meter über Seekartennull. Es ist das Hauptfahrwasser zum Hafen Norderney und mit Lateralzeichen bezeichnet. Mit dem vom Nordwesten kommenden Schluchter geht das Dovetief dann in das Norderneyer Seegatt über.